# Thomas Oldrati

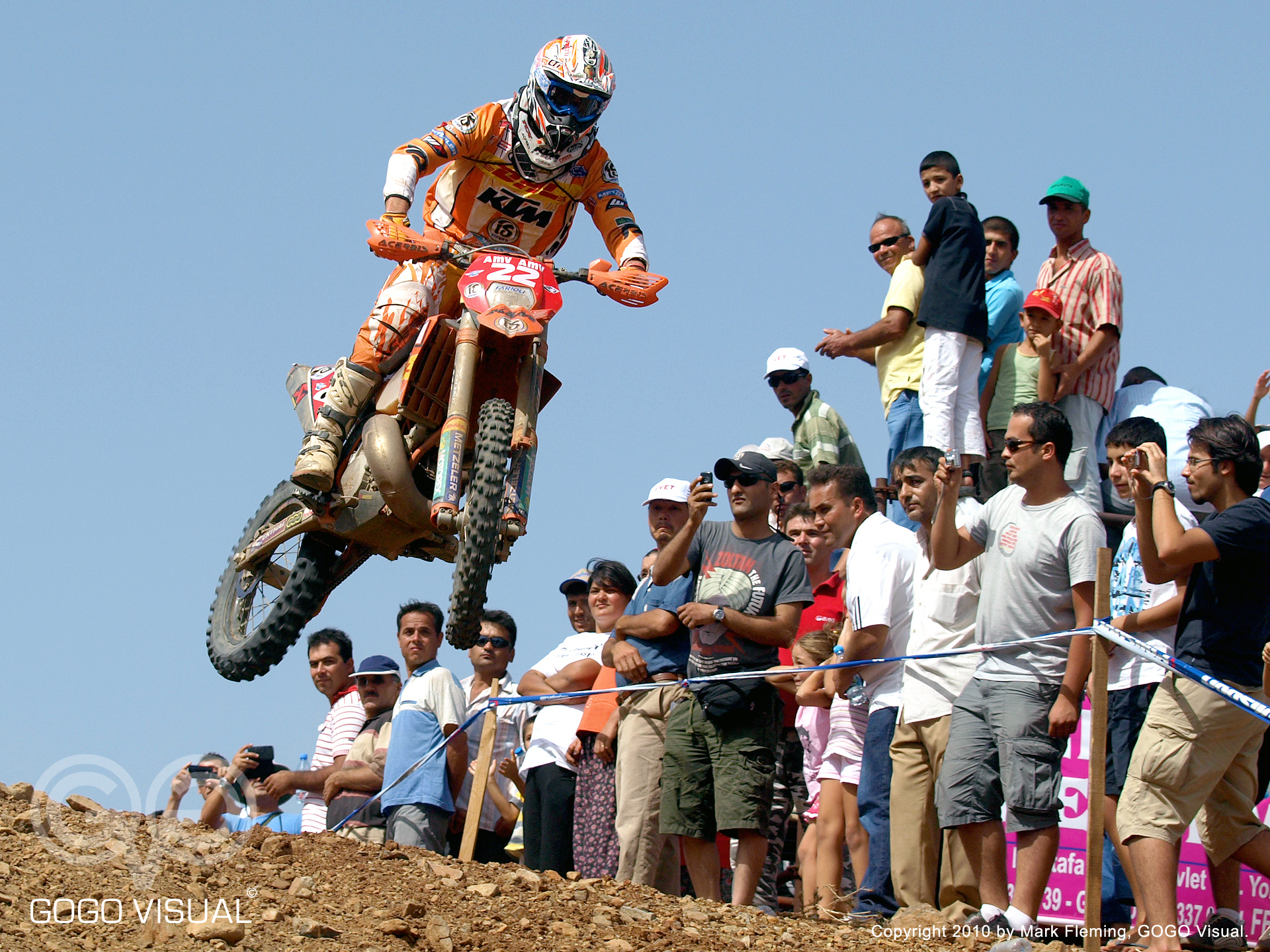
Thomas Oldrati beim WM-Lauf in der Türkei 2010

Thomas Oldrati (* 20. Juli 1989 in Bergamo) ist ein italienischer Endurosportler. Er war mehrmaliger italienischer Enduro-Meister sowie Mitglied der siegreichen italienischen Junior-Trophy bei der Internationalen Sechstagefahrt 2008.

## Karriere
Thomas Oldrati begann 2004 seine motorsportliche Karriere. Gleich im ersten Jahr gewann er in seiner Altersklasse die lombardischen Meisterschaften im Endurosport und im Minicross. 2005 wurde er italienischer Meister in der Klasse 50 cm³ Kadetten.
2006 startete er in der Enduro-Europameisterschaft und siegte in der E1-Juniorenklasse auf Husqvarna. Auch in der italienischen Meisterschaft gelang ihm der Gesamtsieg in der Kadetten-Klasse bis 125 cm³. Im folgenden Jahr gewann er in der italienischen Enduromeisterschaft in der Klasse bis 125 cm³. 2008 verteidigte er diesen Titel. Außerdem gewann er den U-21-FIM-Junior-Cup in der Enduro-Weltmeisterschaft. Bei der Internationalen Sechstagefahrt im griechischen Serres war er Mitglied der siegreichen Junior-Trophy-Mannschaft.
2009 wurde er erneut italienischer Meister. In der Enduro-Weltmeisterschaft wurde er Fünfter in der Klasse E1. Im folgenden Jahr wechselte er auf eine 250-cm³-Viertakt-Maschine und wurde wiederum nationaler Meister. Bei der Weltmeisterschaft gewann er seinen ersten Meisterschaftslauf in der Slowakei. Am Jahresende erreicht er einen dritten Rang in der Klasse E2. Bei der Internationalen Sechstagefahrt im mexikanischen Morelia wurde er mit der Trophy-Mannschaft Zweiter und in der Einzelwertung in der Klasse E2 kam er auf den dritten Platz.
2011 verteidigte er erneut seinen italienischen Meistertitel. In der Weltmeisterschaft wurde er in der Klasse E1 Zehnter, da er nur drei der acht Veranstaltungen bestritt. Bei der Internationalen Sechstagefahrt in Finnland war er Mitglied der Junior-Trophy-Mannschaft und schied bereits am ersten Wettkampftag aus.
Auch 2012 wird der seit 2007 für KTM fahrende Oldrati wieder für diese Marke an den Start gehen. Er beabsichtigt für das Bordone Ferrari Racing Team von Alessandro Belometti in der Klasse E1 zu starten.
2021 gewann er mit der Mannschaft die World Trophy bei der 95. Internationalen Sechstagefahrt im italienischen Rivanazzano Terme.

## Wichtigste Erfolge
- Italienischer Meister: 2007, 2008, 2009, 2010, 2011
- Europameister: 2006
- Internationale Sechstagefahrt: 2008 (Junior Trophy), 2021 (World Trophy)